# Сан Лоренцо да Бриндизи (Рим)
Сан Лоренцо да Бриндизи је насеље у Италији у округу Рим, региону Лацио.
Према процени из 2011. у насељу је живело 32 становника. Насеље се налази на надморској висини од 69 м.